# جوسينارا
جوسينارا ثايس سواريس باز (من مواليد 3 أغسطس 1993) المعروفة باسم جوسينارا، وهي لاعبة كرة قدم برازيلية تلعب كظهير أيسر لنادي دوري الدرجة الأولى الإسباني ليفانتي UD.